# Theodore Besterman

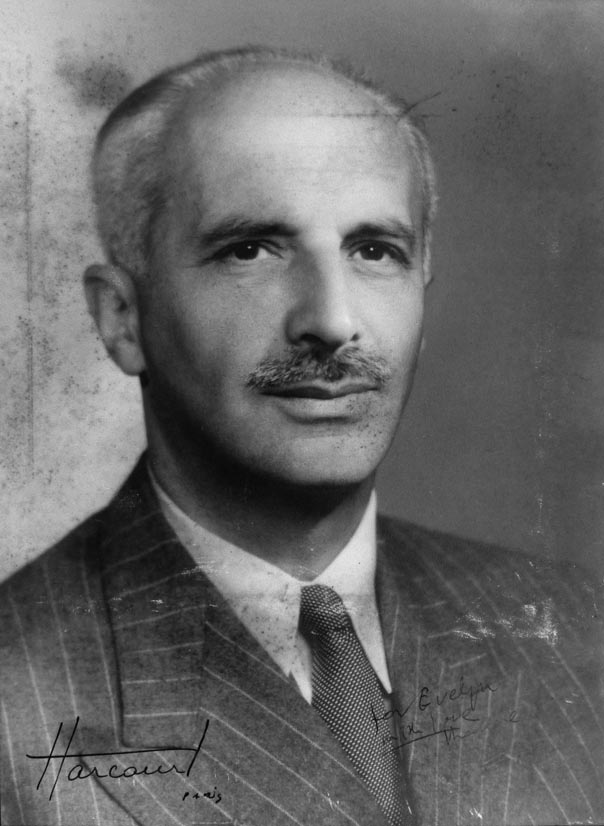
Theodore Besterman

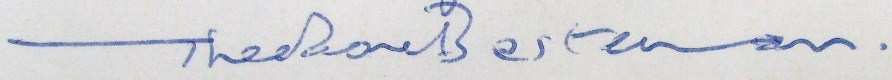
Unterschrift

Theodore Deodatus Nathaniel Besterman (* 22. November 1904 in Lodz; † 10. November 1976 in Banbury) war ein britischer Autodidakt, Bibliograph, Voltaire-Forscher und Herausgeber der monumentalen Korrespondenz Voltaires von mehr als zwanzigtausend Briefen.
Er war Sohn eines polnischen Diamantenhändlers und kam als Jugendlicher nach London, wo er zu Hause unterrichtet wurde. Im Lesesaal des British Museums ging er autodidaktischen Studien nach.

## Der Esoteriker
1925 wurde er Vorsitzender der British Federation of Youth Movements und von 1927 bis 1935 untersuchte er parapsychologische Phänomene für die Society for Psychical Research, zum Beispiel über Annie Besant, über die er eine Biographie veröffentlichte. Seine Kritik an einem Buch von Gwendolyn Hack über ein italienisches Medium war der Anlass für Conan Doyle, sich aus der Gesellschaft zurückzuziehen.

## Der Bibliograph
Danach wandte Besterman sich insbesondere der Bibliographie zu, war Dozent an der London School of Librarianship, arbeitete nach dem Zweiten Weltkrieg in bibliographischen Fragen bei der UNESCO (als Leiter der Abteilung für Informationsaustausch) und war 1945 erster Herausgeber des Journal of Documentation. Allgemeine Bekanntheit hat vor allem seine fünfbändige Bibliographie aller Bibliographien erlangt: A World Bibliography of Bibliographies.

## Der Voltairianer
Seit früher Jugend war Besterman von Werk und Gestalt des Aufklärers Voltaire fasziniert:

„Das erste gebundene Buch, das ich von meinem eigenen Geld kaufte, war ein Voltaire – die Erzählungen. Ich liebte es so sehr, daß ich sofort begriff, daß ich für den Rest meines Lebens Voltairianer sein würde. Ich war 12 Jahre alt.“

Mit jungen Jahren begann er schon, eine Sammlung von Voltairiana anzulegen, die im Laufe der Zeit einen beachtlichen Wert gewann. Anfang der 1950er Jahre trat er in Verhandlungen mit der Stadt Genf und unterbreitete den Vorschlag, dort, im ehemaligen Landsitz Voltaires, Les Délices, ein Forschungszentrum, ein Institut et Musée Voltaire, zu gründen. Im Gegenzug würde Besterman dem neugegründeten Museum seine Voltaire-Sammlung übereignen. Die Stadt Genf ging auf den Vorschlag ein. 1954 öffnete das Museum und Theodore Besterman wurde zum Instituts- und Museumsleiter auf Lebenszeit ernannt. Er gab zahlreiche Werke Voltaires heraus, übersetzte viele von ihnen ins Englische. 1969 veröffentlichte er eine grundlegende Voltaire-Biographie.
In der Schweiz schuf er seine erste Edition der monumentalen Korrespondenz Voltaires, mehr als 20.000 Briefe, in 107 Bänden (1953–1965), auf der Basis von Original-Manuskripten und von Kopien der Originale. Er kommentierte sie jeweils in englischer Sprache. 
Ab 1955 war er Herausgeber der Studies on Voltaire and the Eighteenth Century (SVEC).
Ende der 1960er Jahre siedelte er nach Streitigkeiten mit Genfer Behörden nach England über und gründete an der Universität Oxford die Voltaire Foundation.
In Oxford schuf er ab 1968 eine zweite, endgültige Ausgabe der Korrespondenz Voltaires, die sogenannte definitive edition. An diesem gigantischen Unterfangen arbeitete er unentwegt bis zu seinem Tode. Seine definitive edition der voltairianischen Korrespondenz zählt 21.221 Briefe (D1-D21221) und wurde in die Œuvres Complètes de Voltaire integriert, wo sie fünfzig Bände einnimmt (OCV 85-135):

„Besterman’s groundbreaking ‘definitive’ edition of Voltaire’s correspondence is the first and only edition to be based accurately on manuscripts, and contains over 21,000 letters from and to Voltaire, or between third parties. All known letters written by and to Voltaire are printed in full, and each letter is extensively annotated. Also reproduced are more than 500 documents that shed light on various aspects of Voltaire’s long career.“

„Bestermans bahnbrechende „endgültige“ Ausgabe, definitive edition, von Voltaires Korrespondenz ist die erste und einzige Ausgabe, die genau auf Handschriften basiert. Sie enthält über 21.000 Briefe von und an Voltaire oder zwischen Dritten. Alle bekannten Briefe von und an Voltaire sind vollständig abgedruckt, und jeder Brief ist ausführlich kommentiert. Ebenfalls wiedergegeben sind mehr als 500 Dokumente, die verschiedene Aspekte von Voltaires langer Karriere beleuchten.“

Voltaires Briefe sind online in der gebührenpflichtigen Datenbank Electronic Enlightenment abrufbar.
Besterman initiierte außerdem das Projekt einer Edition sämtlicher Werke Voltaires (Œuvres Complètes de Voltaire, The Complete Works of Voltaire) von allen vorhandenen Originalquellen aus, welches 2022 mit insgesamt 205 Bänden seinen Abschluss fand. Integriert darin sind die fünfzig Bände (OCV 85-135) seiner Korrespondenz-Ausgabe Voltaires.

## Ehrungen
Das Besterman Centre for the Enlightenment der University of Oxford, sowie die Besterman lectures, eine jährliche Veranstaltung der Voltaire Foundation zu Themen des Zeitalters der Aufklärung, tragen ihm zu Ehren seinen Namen.

## Bibliographies
- Writings of Theodore Besterman. In: Francesco Cordasco (Hrsg.): Theodore Besterman, bibliographer and editor. A selection of representative texts. The Scarecrow Press, Metuchen (N.J.) 1992, The Great Bibliographers Series n°9, ISBN 0-8108-2497-3, S. 445–459.
- Bibliographie der Schriften Bestermans – auf Open Library.

## Schriften (Auswahl)
- Voltaire's Correspondence (first edition), Institut et Musée Voltaire, Les Délices, 1953–1965, 107 Bände.
- Correspondence [of Voltaire] and related documents, definitive edition. In: Œuvres complètes de Voltaire (OCV) Bände 85–135. Voltaire Foundation, Oxford 1968–1977, ISBN 978-0-7294-0049-7.
- Voltaire. Longmans, Green & Co., London, 1969. [Originalausgabe, 1. Edition]. Deutsch: Voltaire. Winkler Verlag, München 1971. [Aus dem Englischen übersetzt von Siegfried Schmitz].
- Twenty Thousand Voltaire Letters, 1968, abgedruckt in: D.I.B. Smith (Hrsg.): Editing Eighteenth-Century Texts, University of Toronto Press 2019, Seiten 7-24.
- Lettres d'amour de Voltaire à sa nièce. Publiées pour la première fois par Theodor Besterman .  Editions Plon, Paris 1957.
- A World Bibliography of Bibliographies. Oxford University Press, London 1939–1940 (spätere Ausgaben bei der Societas Bibliographica, Lausanne 1955 ff.).
- The Beginnings of systematic Bibliography. Oxford University Press, London 1935. (Oxford Books on Bibliography).
- Mrs. Annie Besant. A Modern Prophet. Kegan Paul & Co., London 1934.
- A Bibliography of Sir James George Frazer, O.M., London: Macmillan, 1934.
- Crystal-Gazing. A Study in the History, Distribution, Theory and Practice of Scrying. Rider Ltd., London 1924, eingeschränkte Vorschau in der Google-Buchsuche.

## Sekundärliteratur
- William Henry Barber, John Henry Brumfitt (Hrsg.): The Age of the enlightenment: studies presented to Theodore Besterman, St. Andrews University Publications n° 57, Oliver & Boyd Edinburgh, 1967 (Festschrift).
- Flávio Borda d'Água / François Jacob: Petite Histoire des Délices. De la propriété de Saint-Jean à l'Institut et Musée Voltaire, La Baconnière Genève 2013, ISBN 978-2-940462-04-9, S. 27–28, pdf-Datei.
- Andrew Brown: La Fondation Voltaire de l'université d’Oxford. In: Revue Des Deux Mondes, 1994, S. 84–94.
- Francesco Cordasco (Hrsg.): Theodore Besterman, bibliographer and editor. A selection of representative texts. The Scarecrow Press, Metuchen (N.J.) 1992, The Great Bibliographers Series n°9, ISBN 0-8108-2497-3.
- Pierre Guillaud-Brandon: La correspondance de Voltaire, éditée par Théodore Besterman In: Bulletin de l'Association Guillaume Budé, Lettres d'humanité 1957, Band 16, n° 4, S. 131–154, Volltext auf Persée.